# Robert (Évreux)
Robert genannt der Däne (le Danois, * zwischen 967 und 974; † 1037) aus der Familie der Rolloniden war Erzbischof von Rouen ab 989 und Graf von Évreux ab 996. Er war ein Sohn von Richard I., Herzog der Normandie, und der Dänin (daher der Beiname) Gunnora.
Sein Vater machte ihn in jungen Jahren bereits zum Erzbischof von Rouen, dem wichtigsten kirchlichen Amt in der Normandie. Der Geschichtsschreiber Wilhelm von Jumièges berichtet, dass die Kleriker sich gegen die Ernennung sperrten, solange der Herzog sich weigere, seine Geliebte Gunnora zu heiraten. Richard habe schließlich nachgegeben und sei die Ehe mit Gunnora eingegangen.
Einige Jahre später, im Jahr 996, dem Todesjahr seines Vaters, erhielt Robert die Grafschaft Évreux, und in dieser Doppelfunktion war er nun die mächtigste Person am normannischen Hof nach seinem Bruder Richard II., dem neuen Herzog.
Als Graf von Évreux nahm er sich das Recht zu heiraten. Er nahm Herleve zur Frau, vielleicht eine Tochter von Turstin dem Reichen, von der er mehrere Kinder hatte, darunter Richard, der sein Nachfolger in Évreux wurde, und Raoul de Gacé. Selbst wenn man berücksichtigt, dass die Gregorianischen Reformen den Zölibat erst später zur Pflicht machten, waren verheiratete Bischöfe zu jener Zeit bereits die Ausnahme. Der Historiker François Neveux schreibt, Robert sei ein mehr weltlicher als geistlicher Erzbischof gewesen.
Gegen Ende der 1020er Jahre begann Robert mit der Vergrößerung der Kathedrale von Rouen. Darüber hinaus wissen wir aus den Ausgrabungen des Archäologen Jacques Le Maho, dass er zu Beginn des 11. Jahrhunderts damit begann, seine Burg in Gravenchon zu einem Landsitz auszubauen. Als Kunstmäzen versammelte er einen literarischen Zirkel um sich. Dudo von Saint-Quentin und der Satiriker Garnier de Rouen widmeten ihm einige Werke.
Im Jahr 1027 übernahm sein Neffe Robert I. der Prächtige in der Normandie die Regierung, und dieser geriet bald aus unbekannten Gründen in Streit mit Robert dem Dänen. Erzbischof Robert musste Rouen verlassen und zog sich mit einigen Rittern nach Évreux zurück, wo er vom Herzog belagert wurde. Nach einigem Widerstand ging Robert der Däne nach Frankreich, wo er die Exkommunikation des Herzogs aussprach – eine Maßnahme, die den Herzog wohl in die Knie zwang. Onkel und Neffe verständigten sich, der Erzbischof kehrte an den herzoglichen Hof zurück und wurde dort sogar einer der wichtigsten Berater im Herzogtum – eine Position, die noch verstärkt wurde, als Robert der Prächtige 1035 starb und ein Kind als Nachfolger zurückließ, Wilhelm II. Erzbischof Robert war bis zu seinem Tod 1037 nun der starke Mann der Normandie.